# 바이런 하우크
바이런 사이먼 하우크(Byron Simon Houck, 1891년 8월 28일 ~ 1969년 6월 17일)는 미국의 전 프로 야구 선수이자 촬영 감독이다. 1912년부터 1914년까지, 그리고 1918년에 메이저 리그 베이스볼(MLB)의 필라델피아 애슬레틱스 브루클린 팁톱스, 세인트루이스 브라운스 등지에서 뛰었다. 은퇴 후에는 영화 감독 버스터 키턴의 제작팀에서 촬영기사로 일했다.